# Nazionale maschile di calcio a 5 della Bolivia
La nazionale di calcio a 5 della Bolivia è, in senso generale, una qualsiasi delle selezioni nazionali di Calcio a 5 della Asociación del Fútbol Boliviano che rappresentano la Bolivia nelle varie competizioni ufficiali o amichevoli riservate a squadre nazionali.
Questa squadra nazionale non ha un passato particolarmente glorioso nel calcio a 5, anche se da tempo partecipava alle competizioni della CSFS in cui aveva ottenuto come migliore piazzamento il quarto posto dell'edizione 1989. Con il gioco introdotto dalla FIFA, la Bolivia ha avuto poco a che fare sino al 2000, in cui ha partecipato per la prima volta al torneo sudamericano valido come campionato continentale e come torneo di classificazione al Mondiale di Guatemala 2000, dove ha rimediato un quarto posto, prima delle squadre escluse dalla rassegna iridata. Nel 2003 la Bolivia non ha bissato il precedente torneo, rimanendo esclusa nel girone con Brasile e Colombia, nel 2008 infine ha conquistato un pareggio con il Perù ma è rimasta comunque esclusa dal prosieguo del torneo, classificandosi solo in ottava piazza.

## Risultati nelle competizioni internazionali

### FIFA Futsal World Championship
- 1989 - non presente
- 1992 - non presente
- 1996 - non presente
- 2000 - non qualificata
- 2004 - non qualificata
- 2008 - non qualificata

### Copa America/Taça America
- 1992 - non presente
- 1995 - non presente
- 1996 - non presente
- 1997 - non presente
- 1998 - non presente
- 1999 - non presente
- 2000 - Quarto posto
- 2003 - primo turno
- 2008 - Ottavo posto
- 2011 -